# Trupanea porteri
Trupanea porteri är en tvåvingeart som först beskrevs av Seguy 1933.  Trupanea porteri ingår i släktet Trupanea och familjen borrflugor.
Artens utbredningsområde är Ecuador. Inga underarter finns listade i Catalogue of Life.